# Hjalmar Zambrano
Hjalmar Zambrano (23 april 1970) is een Ecuadoraans profvoetballer, die speelde als middenvelder. Hij kwam onder meer uit voor LDU Quito, Valdez Sporting Club en Club Deportivo Filanbanco.

## Interlandcarrière
Onder leiding van de Montenegrijnse bondscoach Dušan Drašković maakte Zambrano zijn debuut voor Ecuador op 24 november 1992 in de vriendschappelijke uitwedstrijd tegen Peru (1-1), net als Carlos Quiñonez, David Reascos, Héctor Ferri en Ángel Hurtado. Zambrano nam in die wedstrijd het openingsdoelpunt voor zijn rekening. Zambrano speelde in totaal vijf interlands en scoorde één keer voor zijn vaderland.

## Erelijst
LDU Quito
- Campeonato Ecuatoriano

1998